# Fritz Willmes
Fritz Willmes (* 14. August 1906 in Schwartmecke; † unbekannt) war ein deutscher Kommunalpolitiker und ehrenamtlicher Landrat (CDU).

## Leben und Beruf
Nach dem Besuch der Volksschule und des Gymnasiums (Abitur) studierte er Veterinärmedizin und promovierte 1933. Willmes war als Tierarzt tätig.
Mitglied des Kreistages des ehemaligen Kreises Iserlohn war er von 1961 bis 1969. Vom 6. April 1961 bis zum 28. November 1969 war er Landrat des Kreises Iserlohn.
Willmes war in verschiedenen Gremien des Landkreistages Nordrhein-Westfalen tätig.